# J2昇格プレーオフ
J2昇格プレーオフ（J2しょうかくプレーオフ、J2 Promotion Play-Offs））は、日本プロサッカーリーグ（Jリーグ）において翌年度のJ2リーグ参入チームを決定するためのプレーオフ制度。

## 概要
J2リーグとJ3リーグの入れ替えについては、J3創設の2014年から2016年までの間に行われたJ2・J3入れ替え戦が終了して以降は「J2の下位2クラブが自動降格、J3の上位2クラブが自動昇格」というレギュレーションが続いていたが、2022年12月20日の理事会で、2024年シーズン以降はJ1/J2/J3のクラブ数を20に揃えると共に、「J2の下位3クラブが自動降格、J3の上位2クラブが自動昇格し、3位から6位までのクラブによる昇格プレーオフの勝者が昇格」というレギュレーションの概要が示され、2024年シーズンからのプレーオフ導入方針が示された。これを踏まえて、2023年12月19日に行われた理事会で開催方式が正式に決定したものである。

## レギュレーション
レギュレーションについては、2017年度まで行われ、2023年度から復活したJ1昇格プレーオフのレギュレーションに準じている。

### 参加チーム
その年のJ3年間順位の3位から6位までのクラブ、最大4クラブが参加する。
昇格プレーオフ参加にはJ1クラブライセンスまたはJ2クラブライセンスの交付判定を受けている必要があり、これが受けられなかったクラブはプレーオフに参加できない。この場合、7位以下のクラブからの繰り上げはなく、その分は参加クラブ数が減じられる。また、自動昇格の対象となるJ3上位2チームがJ1/J2ライセンスを交付されていない場合も、自動昇格クラブの繰り上げは行われず、3位から6位のクラブがプレーオフ出場を免除されることはない。

### 試合方式
各1試合のトーナメント方式で実施される。以下は4クラブ参加の場合のレギュレーション。
|  | 準決勝  | 準決勝  |       |   | 決勝 | 決勝 |
|  |         |         |       |   |      |      |
|  | A       |         |       |   |      |      |
|  |         |         |       |   |      |      |
|  | 3位     | H       |       |   |      |      |
|  | 3位     | H       | C     |   |      |      |
|  | 6位     |         |       |   |      |      |
|  | Aの勝者 | （H）   |       |   |      |      |
|  | Aの勝者 | （H）   | B     |   |      |      |
|  |         | Bの勝者 | （H） |   |      |      |
|  | 4位     | Bの勝者 | （H） | H |      |      |
|  | 4位     |         |       | H |      |      |
|  | 5位     |         |       |   |      |      |
|  |         |         |       |   |      |      |

- 初戦（準決勝）は「3位vs6位」・「4位vs5位」の組み合わせで戦う。勝者は決勝進出、敗者はJ3残留となる。
- 準決勝の勝者同士が決勝を戦って、決勝の勝者がJ2昇格となる。
- 各試合とも1試合勝負（かつての入れ替え戦のようなホーム・アンド・アウェーではない）。90分を戦って同点の場合は延長戦・PK戦は行わず、年間順位の上位チームの「勝利」（決勝進出、またはJ2昇格）とみなす。
  - 準決勝・決勝とも年間順位上位クラブのホームゲーム（H）として行われる[注釈 2]。

なお、参加クラブが3クラブの場合は準決勝は年間順位下位2クラブにより行われ、最上位クラブは決勝から参加となる。また、参加クラブが2クラブの場合は決勝戦のみが行われる。参加クラブが1クラブのみの場合は出場条件を満たしたクラブを自動的にプレーオフ優勝クラブと見なす。

## 試合結果

### 2024年
|  | 準決勝                 | 準決勝         |                  |   | 決勝 | 決勝 |
|  |                        |                |                  |   |      |      |
|  | 12月1日・富山          |                |                  |   |      |      |
|  |                        |                |                  |   |      |      |
|  | 3位 カターレ富山       | 1              |                  |   |      |      |
|  | 3位 カターレ富山       | 1              | 12月7日・富山    |   |      |      |
|  | 6位 FC大阪             | 1              |                  |   |      |      |
|  | 6位 FC大阪             | 1              | 3位 カターレ富山 | 2 |      |      |
|  | 12月1日・サンアル      |                | 3位 カターレ富山 | 2 |      |      |
|  |                        | 4位 松本山雅FC | 2                |   |      |      |
|  | 4位 松本山雅FC         | 4位 松本山雅FC | 2                | 1 |      |      |
|  | 4位 松本山雅FC         |                |                  | 1 |      |      |
|  | 5位 福島ユナイテッドFC | 1              |                  |   |      |      |
|  | 5位 福島ユナイテッドFC | 1              |                  |   |      |      |

3位の富山が6位のFC大阪、4位の松本山雅に引き分けてJ2昇格を決めた。

## 統計

### クラブ別成績
| クラブ名           | 出 | 昇 | 敗 | 昇格年度 | 敗退年度 |
| ------------------ | -- | -- | -- | -------- | -------- |
| カターレ富山       | 1  | 1  | 0  | 2024     |          |
| 松本山雅FC         | 1  | 0  | 1  |          | 2024     |
| 福島ユナイテッドFC | 1  | 0  | 1  |          | 2024     |
| FC大阪             | 1  | 0  | 1  |          | 2024     |

### 年間順位別成績
| 順  | 昇 | 決 | 計 | 昇格年度   | 決勝敗退年度 |
| --- | -- | -- | -- | ---------- | ------------ |
| 3位 | 1  | 0  | 1  | 2024(富山) |              |
| 4位 | 0  | 1  | 1  |            | 2024(松本)   |
| 5位 | 0  | 0  | 0  |            |              |
| 6位 | 0  | 0  | 0  |            |              |